# Ed Czerkiewicz
Adolph C. Czerkiewicz (8 de julio de 1912 en West Warwick, Rhode Island – fallecido en año desconocido) fue un futbolista estadounidense que jugó como defensa.

## Selección nacional
Fue miembro de la selección estadounidense con 2 encuentros y jugó 1 Mundial en 1934. Czerkiewicz disputó el partido clasificatorio al Mundial de 1934 ante México en Roma, donde fue victoria por 4-2, y participó en la derrota en primera fase ante Italia por 1-7 en el Mundial de aquel año.

### Participaciones en Copas del Mundo
| Mundial                        | Sede   | Resultado    |
| ------------------------------ | ------ | ------------ |
| Copa Mundial de Fútbol de 1934 | Italia | Primera fase |

## Clubes
| Club                       | País           | Año         |
| -------------------------- | -------------- | ----------- |
| Pawtucket Rangers          | Estados Unidos | 1934 - 1935 |
| New York Americans         | Estados Unidos | 1935 - 1936 |
| Brooklyn St. Mary's Celtic | Estados Unidos | 1936 - 1941 |
| Pawtucket F.C.             | Estados Unidos | 1941        |